# アセンション島

アセンション島
Ascension Island

アセンション島 (Ascension Island) は、南大西洋に浮かぶイギリス領の火山島。セントヘレナ島から北西1,130kmの大西洋中央海嶺上にあり、グリーン山 (859m) が島の最高峰である。セントヘレナなどとともに、イギリスの海外領土セントヘレナ・アセンションおよびトリスタンダクーニャを構成する。1月から5月にかけて、ウミガメが砂浜に産卵のために来ることで有名。
首府はジョージタウン。南緯7°56′0″、西経14°22′0″付近に位置する。

## 歴史
1501年に、インド遠征の途上にあったジョアン・ダ・ノーヴァ率いるポルトガル艦隊によって発見された。その2年後、やはりインド遠征の途上であったアフォンソ・デ・アルブケルケ率いるポルトガル艦隊により再発見され、再発見日である昇天祭にちなんで「アセンション島」と命名された。乾燥した荒地であったために、交易上の何の価値もなかった。ナポレオンが1815年にセントヘレナ島に幽閉されると、イギリスがフランス軍に対する警戒のために小規模な艦隊を駐留させた。このため、アセンション島は「HMSアセンション」や「石でできた軍艦」（ストーン・フリゲート）などと呼ばれた。
1821年にナポレオンが没して以降は、西アフリカ近海で奴隷貿易の取締りを行う艦船部隊の、補給および休養の拠点となった。
1823年からは島に英国海兵隊が駐留した。そのため、島は1922年に勅令により、セントヘレナ島の行政府の管轄下に置かれるまで英国海軍本部委員会の管理下にあった。
1922年から1964年まで、島はイースタン・テレグラフ社（1934年にケーブル・アンド・ワイヤレス社に社名変更）によって管理された。BBCはアセンション島からアフリカ向けの放送を行っており、英国テレコミュニケーション社とケーブル・アンド・ワイヤレス社も、島を通信拠点として今でも利用している。

## 軍事
島には、アメリカ陸軍の工兵隊により、第二次世界大戦中に飛行場（ワイドアウェーク飛行場）が造成されている。この飛行場は給油地点として有効であり、アメリカとアフリカを連絡するだけでなく、フォークランド諸島への連絡にも使われたほか、スペースシャトルの緊急避難地にも指定されていた。現在もアメリカ軍の寄港地であり、ミサイル追跡基地でもある。イギリス空軍は本国とフォークランド諸島を結び定期的に使用している。
1982年にフォークランド戦争が勃発すると、アセンション島はイギリス軍の拠点となった。島はアルゼンチン軍の攻撃範囲外にあったものの、防衛用にハリアー戦闘機が配備された。また、バルカン爆撃機がここより出撃し、ヴィクターより空中給油を受けつつ、フォークランド諸島への超長距離爆撃（ブラック・バック作戦）を行った。

## 通信・連絡
島にある組織は通信に関連する組織が多い。かつてアセンション島は海底同軸ケーブルの中継地であり、イギリス、ポルトガルと南アメリカ、西アフリカ、南アフリカを結んでいた。この海底同軸ケーブルは廃止されたが、ケーブル・アンド・ワイヤレス社では衛星通信システムを運用している。国際電話サービスシステムの保守を行っているほか、ヨーロッパ宇宙機関のアリアン・ロケットの地球局の運用も行っている。
1967年には、BBCが南アフリカ・南アメリカ向け放送の中継局を設置している。また、アメリカは衛星追跡基地などを運営している。
島には、一般の船のほかに、イギリス国防省が傭船したセントヘレナ号（RMS St Helena）が南アフリカ共和国のケープタウンから月に1度入港していたが、2018年2月に退役した。これに代わって貨物船MVヘレナ号が就航し、セントヘレナ島を経由してケープタウンまで年に4回、11日間かけて運行している。同船は乗客の便乗も可能である。また、アメリカの補給船が年に4回ほど入港する。クルーズ船もしばしば寄港し、島の周囲の豊かな漁場で操業する漁船もよく入港する。
航空路は、イギリスのブライズ・ノートン空軍基地よりイギリス空軍の輸送機が飛んでいる。座席数は限定されるが民間人も利用可能であり、フォークランド諸島のマウント・プレザント空軍基地に向かう便も存在する。
国際電話用の国番号は247、インターネットにおいてはトップレベルドメインの.acが与えられている。

### アセンション島からの電話
2019年、日本国内においてアセンション島からのワン切り電話の着信が相次いだ。折り返しの電話代からキャッシュバックを受け取る詐欺的商法の可能性が指摘されている。

## 地理
島は、面積88km2の大西洋中央海嶺上の火山島で、緯度は南緯7度56分、経度は西経14度22分に位置する。島の大部分は、玄武岩と火山砕屑丘で覆われている。島の火山の最後の噴火は約600年前であった。島の最高峰は標高859mのグリーン山であり、山は植生に覆われている。

島の気温は海岸部で摂氏20-30℃ほどである。年間を通して降水があり、1月から4月にはやや多くなる。
| アセンション島（ジョージタウン）の気候 | アセンション島（ジョージタウン）の気候 | アセンション島（ジョージタウン）の気候 | アセンション島（ジョージタウン）の気候 | アセンション島（ジョージタウン）の気候 | アセンション島（ジョージタウン）の気候 | アセンション島（ジョージタウン）の気候 | アセンション島（ジョージタウン）の気候 | アセンション島（ジョージタウン）の気候 | アセンション島（ジョージタウン）の気候 | アセンション島（ジョージタウン）の気候 | アセンション島（ジョージタウン）の気候 | アセンション島（ジョージタウン）の気候 | アセンション島（ジョージタウン）の気候 |
| 月                                     | 1月                                    | 2月                                    | 3月                                    | 4月                                    | 5月                                    | 6月                                    | 7月                                    | 8月                                    | 9月                                    | 10月                                   | 11月                                   | 12月                                   | 年                                     |
| -------------------------------------- | -------------------------------------- | -------------------------------------- | -------------------------------------- | -------------------------------------- | -------------------------------------- | -------------------------------------- | -------------------------------------- | -------------------------------------- | -------------------------------------- | -------------------------------------- | -------------------------------------- | -------------------------------------- | -------------------------------------- |
| 最高気温記録 °C （°F）                 | 31.7 (89.1)                            | 31.7 (89.1)                            | 31.7 (89.1)                            | 32.2 (90)                              | 31.7 (89.1)                            | 30.6 (87.1)                            | 30.6 (87.1)                            | 28.9 (84)                              | 28.9 (84)                              | 28.9 (84)                              | 30.0 (86)                              | 30.6 (87.1)                            | 32.2 (90)                              |
| 平均最高気温 °C （°F）                 | 28.3 (82.9)                            | 29.4 (84.9)                            | 30.0 (86)                              | 30.0 (86)                              | 28.9 (84)                              | 27.8 (82)                              | 27.2 (81)                              | 26.1 (79)                              | 26.1 (79)                              | 26.1 (79)                              | 26.7 (80.1)                            | 27.2 (81)                              | 27.8 (82)                              |
| 平均最低気温 °C （°F）                 | 22.8 (73)                              | 23.9 (75)                              | 24.4 (75.9)                            | 24.4 (75.9)                            | 23.9 (75)                              | 22.8 (73)                              | 22.2 (72)                              | 21.1 (70)                              | 21.1 (70)                              | 21.1 (70)                              | 22.2 (72)                              | 22.6 (72.7)                            | 22.7 (72.9)                            |
| 最低気温記録 °C （°F）                 | 18.9 (66)                              | 20.0 (68)                              | 21.1 (70)                              | 20.6 (69.1)                            | 19.4 (66.9)                            | 19.4 (66.9)                            | 19.4 (66.9)                            | 18.3 (64.9)                            | 17.2 (63)                              | 18.3 (64.9)                            | 17.8 (64)                              | 17.8 (64)                              | 17.2 (63)                              |
| 降水量 mm （inch）                     | 8 (0.31)                               | 10 (0.39)                              | 38 (1.5)                               | 30 (1.18)                              | 10 (0.39)                              | 15 (0.59)                              | 13 (0.51)                              | 10 (0.39)                              | 10 (0.39)                              | 13 (0.51)                              | 8 (0.31)                               | 8 (0.31)                               | 173 (6.78)                             |
| 平均降水日数 （≥0.3 mm）               | 7                                      | 5                                      | 7                                      | 8                                      | 6                                      | 8                                      | 7                                      | 8                                      | 10                                     | 12                                     | 8                                      | 8                                      | 94                                     |
| % 湿度                                 | 74                                     | 73                                     | 73                                     | 73                                     | 70                                     | 69                                     | 69                                     | 70                                     | 73                                     | 73                                     | 72                                     | 73                                     | 71.8                                   |
| 平均月間日照時間                       | 229                                    | 224                                    | 276                                    | 267                                    | 264                                    | 260                                    | 239                                    | 217                                    | 165                                    | 161                                    | 159                                    | 198                                    | 2,659                                  |
| 出典1：Deutscher Wetterdienst          |                                        |                                        |                                        |                                        |                                        |                                        |                                        |                                        |                                        |                                        |                                        |                                        |                                        |
| 出典2：Danish Meteorological Institute |                                        |                                        |                                        |                                        |                                        |                                        |                                        |                                        |                                        |                                        |                                        |                                        |                                        |

## 野生生物
島は、アオウミガメの産卵地として有名であり、1月から5月にかけて海岸で産卵を行う。また、セグロアジサシも多く、島の南西部が繁殖地となっており、多くの営巣地がある。このほかにも多くの海鳥がおり、またカナリアやキュウカンチョウなども生息している。島には野生のロバ、ヒツジ、ウサギ、トカゲなどがおり、ネズミとウサギ以外の野生生物は法律により保護されている。島の周辺海域にもサメやカジキなど多くの魚がいる。

## 人口
先住民はおらず、島の住民は会社や組織の構成員とその家族から成り立っている。人口はおよそ1,100から1,200人ほどで、他に150人ほどの駐留アメリカ軍がいる。集落は5つあり、行政府所在地はジョージタウン。島の労働者はセントヘレナ島やフォークランド諸島からの出稼ぎが多い。
- ジョージタウン (Georgetown) - 約560人
- カットヒル (Cat Hill) - アメリカ軍基地 約150人
- レジデンシー (The Residency)
- トラベラーズヒル (Traveller's Hill) - イギリス空軍基地 約200人
- ツーボーツ村 (Two Boats Village)